# Lista de finais femininas em simples do US Open
Esta é a lista de finais femininas em simples do US Open.
O período de 1887–1967 refere-se à era amadora, sob o nome de U.S. National Championships. A partir da segunda edição, em 1888, até 1919, o formato de disputa incluía o challenge round: jogadoras se enfrentavam em fases eliminatórias (como é atualmente) até sobrar uma, enquanto que a campeã do ano anterior aguardava a definição dos confrontos, precisando jogar apenas uma vez para defender seu título.
O US Open, a partir de 1968, refere-se à era profissional ou aberta.

## Por ano

### Era aberta
| Ano  | Campeã                  | Vice-campeã             | Resultado      | Piso |
| ---- | ----------------------- | ----------------------- | -------------- | ---- |
| 2025 |                         |                         |                |      |
| 2024 | Aryna Sabalenka         | Jessica Pegula          | 7–5, 7–5       |      |
| 2023 | Coco Gauff              | Aryna Sabalenka         | 2–6, 6–3, 6–2  |      |
| 2022 | Iga Świątek             | Ons Jabeur              | 6–2, 7–65      |      |
| 2021 | Emma Raducanu           | Leylah Fernandez        | 6–4, 6–3       |      |
| 2020 | Naomi Osaka             | Victoria Azarenka       | 1–6, 6–3, 6–3  |      |
| 2019 | Bianca Andreescu        | Serena Williams         | 6–3, 7–5       |      |
| 2018 | Naomi Osaka             | Serena Williams         | 6–2, 6–4       |      |
| 2017 | Sloane Stephens         | Madison Keys            | 6–3, 6–0       |      |
| 2016 | Angelique Kerber        | Karolína Plíšková       | 6–3, 4–6, 6–4  |      |
| 2015 | Flavia Pennetta         | Roberta Vinci           | 7–64, 6–2      |      |
| 2014 | Serena Williams         | Caroline Wozniacki      | 6–3, 6–3       |      |
| 2013 | Serena Williams         | Victoria Azarenka       | 7–5, 66–7, 6–1 |      |
| 2012 | Serena Williams         | Victoria Azarenka       | 6–2, 2–6, 7–5  |      |
| 2011 | Samantha Stosur         | Serena Williams         | 6–2, 6–3       |      |
| 2010 | Kim Clijsters           | Vera Zvonareva          | 6–2, 6–1       |      |
| 2009 | Kim Clijsters           | Caroline Wozniacki      | 7–5, 6–3       |      |
| 2008 | Serena Williams         | Jelena Janković         | 6–4, 7–5       |      |
| 2007 | Justine Henin           | Svetlana Kuznetsova     | 6–1, 6–3       |      |
| 2006 | Maria Sharapova         | Justine Henin-Hardenne  | 6–4, 6–4       |      |
| 2005 | Kim Clijsters           | Mary Pierce             | 6–3, 6–1       |      |
| 2004 | Svetlana Kuznetsova     | Elena Dementieva        | 6–3, 7–5       |      |
| 2003 | Justine Henin           | Kim Clijsters           | 7–5, 6–1       |      |
| 2002 | Serena Williams         | Venus Williams          | 6–4, 6–3       |      |
| 2001 | Venus Williams          | Serena Williams         | 6–2, 6–4       |      |
| 2000 | Venus Williams          | Lindsay Davenport       | 6–4, 7–5       |      |
| 1999 | Serena Williams         | Martina Hingis          | 6–3, 7–64      |      |
| 1998 | Lindsay Davenport       | Martina Hingis          | 6–3, 7–5       |      |
| 1997 | Martina Hingis          | Venus Williams          | 6–0, 6–4       |      |
| 1996 | Steffi Graf             | Monica Seles            | 7–5, 6–4       |      |
| 1995 | Steffi Graf             | Monica Seles            | 7–6, 0–6, 6–3  |      |
| 1994 | Arantxa Sánchez Vicario | Steffi Graf             | 1–6, 7–6, 6–4  |      |
| 1993 | Steffi Graf             | Helena Sukova           | 6–3, 6–3       |      |
| 1992 | Monica Seles            | Arantxa Sánchez Vicario | 6–3, 6–3       |      |
| 1991 | Monica Seles            | Martina Navrátilová     | 7–6, 6–1       |      |
| 1990 | Gabriela Sabatini       | Steffi Graf             | 6–2, 7–6       |      |
| 1989 | Steffi Graf             | Martina Navrátilová     | 3–6, 7–5, 6–1  |      |
| 1988 | Steffi Graf             | Gabriela Sabatini       | 6–3, 3–6, 6–1  |      |
| 1987 | Martina Navrátilová     | Steffi Graf             | 7–6, 6–1       |      |
| 1986 | Martina Navrátilová     | Helena Sukova           | 6–3, 6–2       |      |
| 1985 | Hana Mandlíková         | Martina Navrátilová     | 7–6, 1–6, 7–6  |      |
| 1984 | Martina Navrátilová     | Chris Evert             | 4–6, 6–4, 6–4  |      |
| 1983 | Martina Navrátilová     | Chris Evert             | 6–1, 6–3       |      |
| 1982 | Chris Evert             | Hana Mandlikova         | 6–3, 6–1       |      |
| 1981 | Tracy Austin            | Martina Navrátilová     | 1–6, 7–6, 7–6  |      |
| 1980 | Chris Evert             | Hana Mandlikova         | 5–7, 6–1, 6–1  |      |
| 1979 | Tracy Austin            | Chris Evert             | 6–4, 6–3       |      |
| 1978 | Chris Evert             | Pam Shriver             | 7–5, 6–4       |      |
| 1977 | Chris Evert             | Wendy Turnbull          | 7–6, 6–2       |      |
| 1976 | Chris Evert             | Evonne Goolagong Cawley | 6–3, 6–0       |      |
| 1975 | Chris Evert             | Evonne Goolagong Cawley | 5–7, 6–4, 6–2  |      |
| 1974 | Billie Jean King        | Evonne Goolagong Cawley | 3–6, 6–3, 7–5  |      |
| 1973 | Margaret Court          | Evonne Goolagong Cawley | 7–6, 5–7, 6–2  |      |
| 1972 | Billie Jean King        | Kerry Melville Reid     | 6–3, 7–5       |      |
| 1971 | Billie Jean King        | Rosie Casals            | 6–4, 7–6       |      |
| 1970 | Margaret Court          | Rosie Casals            | 6–2, 2–6, 6–1  |      |
| 1969 | Margaret Court          | Nancy Richey            | 6–2, 6–2       |      |
| 1968 | Virginia Wade           | Billie Jean King        | 6–4, 6–2       |      |

### Era amadora
| Ano  | Campeã                   | Vice-campeã                 | Resultado               | Piso |
| ---- | ------------------------ | --------------------------- | ----------------------- | ---- |
| 1967 | Billie Jean King         | Ann Haydon-Jones            | 11–9, 6–4               |      |
| 1966 | Maria Esther Bueno       | Nancy Richey                | 6–3, 6–1                |      |
| 1965 | Margaret Court           | Billie Jean King            | 8–6, 7–5                |      |
| 1964 | Maria Esther Bueno       | Carole Caldwell Graebner    | 6–1, 6–0                |      |
| 1963 | Maria Esther Bueno       | Margaret Court              | 7–5, 6–4                |      |
| 1962 | Margaret Court           | Darlene Hard                | 9–7, 6–4                |      |
| 1961 | Darlene Hard             | Ann Haydon-Jones            | 6–3, 6–4                |      |
| 1960 | Darlene Hard             | Maria Esther Bueno          | 6–4, 10–12, 6–4         |      |
| 1959 | Maria Esther Bueno       | Christine Truman            | 6–1, 6–4                |      |
| 1958 | Althea Gibson            | Darlene Hard                | 3–6, 6–1, 6–2           |      |
| 1957 | Althea Gibson            | Louise Brough               | 6–3, 6–2                |      |
| 1956 | Shirley Fry Irvin        | Althea Gibson               | 6–3, 6–4                |      |
| 1955 | Doris Hart               | Patricia Ward               | 6–4, 6–2                |      |
| 1954 | Doris Hart               | Louise Brough               | 6–8, 6–1, 8–6           |      |
| 1953 | Maureen Connolly Brinker | Doris Hart                  | 6–2, 6–4                |      |
| 1952 | Maureen Connolly Brinker | Doris Hart                  | 6–3, 7–5                |      |
| 1951 | Maureen Connolly Brinker | Shirley Fry                 | 6–3, 1–6, 6–4           |      |
| 1950 | Margaret Osborne duPont  | Doris Hart                  | 6–4, 6–3                |      |
| 1949 | Margaret Osborne duPont  | Doris Hart                  | 6–3, 6–1                |      |
| 1948 | Margaret Osborne duPont  | Louise Brough               | 4–6, 6–4, 15–13         |      |
| 1947 | Louise Brough Clapp      | Margaret Osborne duPont     | 8–6, 4–6, 6–1           |      |
| 1946 | Pauline Betz Addie       | Patricia Canning            | 11–9, 6–3               |      |
| 1945 | Sarah Palfrey Cooke      | Pauline Betz                | 3–6, 8–6, 6–4           |      |
| 1944 | Pauline Betz Addie       | Margaret Osborne duPont     | 6–3, 8–6                |      |
| 1943 | Pauline Betz Addie       | Louise Brough               | 6–3, 5–7, 6–3           |      |
| 1942 | Pauline Betz Addie       | Louise Brough               | 4–6, 6–1, 6–4           |      |
| 1941 | Sarah Palfrey Cooke      | Pauline Betz                | 7–5, 6–2                |      |
| 1940 | Alice Marble             | Helen Jacobs                | 6–2, 6–3                |      |
| 1939 | Alice Marble             | Helen Jacobs                | 6–0, 8–10, 6–4          |      |
| 1938 | Alice Marble             | Nancy Wynne                 | 6–0, 6–3                |      |
| 1937 | Anita Lizana             | Jadwiga Jedrzejowska        | 6–4, 6–2                |      |
| 1936 | Alice Marble             | Helen Jacobs                | 4–6, 6–3, 6–2           |      |
| 1935 | Helen Jacobs             | Sarah Palfrey               | 6–2, 6–4                |      |
| 1934 | Helen Jacobs             | Sarah Palfrey               | 6–1, 6–4                |      |
| 1933 | Helen Jacobs             | Helen Wills                 | 8–6, 3–6, 3–0, ab.      |      |
| 1932 | Helen Jacobs             | Carolin A. Babcock          | 6–2, 6–2                |      |
| 1931 | Helen Wills              | Eileen Bennett Whitingstall | 6–4, 6–1                |      |
| 1930 | Betty Nuthall Shoemaker  | Anna McCune Harper          | 6–1, 6–4                |      |
| 1929 | Helen Wills              | Phoebe Holcroft Watson      | 6–4, 6–2                |      |
| 1928 | Helen Wills              | Helen Jacobs                | 6–2, 6–1                |      |
| 1927 | Helen Wills              | Betty Nuthall               | 6–1, 6–4                |      |
| 1926 | Molla Bjurstedt Mallory  | Elizabeth Ryan              | 4–6, 6–4, 9–7           |      |
| 1925 | Helen Wills              | Kathleen McKane             | 3–6, 6–0, 6–2           |      |
| 1924 | Helen Wills              | Molla Bjurstedt Mallory     | 6–1, 6–3                |      |
| 1923 | Helen Wills              | Molla Bjurstedt Mallory     | 6–2, 6–1                |      |
| 1922 | Molla Bjurstedt Mallory  | Helen Wills                 | 6–3, 6–1                |      |
| 1921 | Molla Bjurstedt Mallory  | Mary Browne                 | 4–6, 6–4, 6–2           |      |
| 1920 | Molla Bjurstedt Mallory  | Marion Zinderstein          | 6–3, 6–1                |      |
| 1919 | Hazel Hotchkiss Wightman | Marion Zinderstein          | 6–1, 6–2                |      |
| 1918 | Molla Bjurstedt Mallory  | Eleanor Goss                | 6–4, 6–3                |      |
| 1917 | Molla Bjurstedt Mallory  | Marion Vanderhoef           | 4–6, 6–0, 6–2           |      |
| 1916 | Molla Bjurstedt Mallory  | Louise Hammond Raymond      | 6–0, 6–1                |      |
| 1915 | Molla Bjurstedt Mallory  | Hazel Hotchkiss Wightman    | 4–6, 6–2, 6–0           |      |
| 1914 | Mary Browne              | Marie Wagner                | 6–2, 1–6, 6–1           |      |
| 1913 | Mary Browne              | Dorothy Green               | 6–2, 7–5                |      |
| 1912 | Mary Browne              | Eleonora Sears              | 6–4, 6–2                |      |
| 1911 | Hazel Hotchkiss Wightman | Florence Sutton             | 8–10, 6–1, 9–7          |      |
| 1910 | Hazel Hotchkiss Wightman | Louise Hammond              | 6–4, 6–2                |      |
| 1909 | Hazel Hotchkiss Wightman | Maud Barger-Wallach         | 6–0, 6–1                |      |
| 1908 | Maud Barger-Wallach      | Evelyn Sears                | 6–3, 1–6, 6–3           |      |
| 1907 | Evelyn Sears             | Carrie Neely                | 6–3, 6–2                |      |
| 1906 | Helen Homans             | Maud Barger-Wallach         | 6–4, 6–3                |      |
| 1905 | Elisabeth Moore          | Helen Homans                | 6–4, 5–7, 6–1           |      |
| 1904 | May Sutton Bundy         | Elisabeth Moore             | 6–1, 6–2                |      |
| 1903 | Elisabeth Moore          | Marion Jones                | 7–5, 8–6                |      |
| 1902 | Marion Jones             | Elisabeth Moore             | 6–1, 1–0, ab.           |      |
| 1901 | Elisabeth Moore          | Myrtle McAteer              | 6–4, 3–6, 7–5, 2–6, 6–2 |      |
| 1900 | Myrtle McAteer           | Edith Parker                | 6–2, 6–2, 6–0           |      |
| 1899 | Marion Jones             | Maud Banks                  | 6–1, 6–1, 7–5           |      |
| 1898 | Juliette Atkinson        | Marion Jones                | 6–3, 5–7, 6–4, 2–6, 7–5 |      |
| 1897 | Juliette Atkinson        | Elisabeth Moore             | 6–3, 6–3, 4–6, 3–6, 6–3 |      |
| 1896 | Elisabeth Moore          | Juliette Atkinson           | 6–4, 4–6, 6–2, 6–2      |      |
| 1895 | Juliette Atkinson        | Helen Hellwig               | 6–4, 6–2, 6–1           |      |
| 1894 | Helen Hellwig            | Aline Terry                 | 7–5, 3–6, 6–0, 3–6, 6–3 |      |
| 1893 | Aline Terry              | Augusta Schultz             | 6–1, 6–3                |      |
| 1892 | Mabel Cahill             | Elisabeth Moore             | 5–7, 6–3, 6–4, 4–6, 6–2 |      |
| 1891 | Mabel Cahill             | Ellen Roosevelt             | 6–4, 6–1, 4–6, 6–3      |      |
| 1890 | Ellen Roosevelt          | Bertha Townsend             | 6–2, 6–2                |      |
| 1889 | Bertha Townsend          | Lida Voorhees               | 7–5, 6–2                |      |
| 1888 | Bertha Townsend          | Ellen Hansell               | 6–3, 6–5                |      |
| 1887 | Ellen Hansell            | Laura Knight                | 6–1, 6–0                |      |

Pisos: 
      Duro 
      Saibro 
      Grama 
      Carpete 

## Estatísticas

### Múltiplas campeãs
|  | Recorde |

| Jogadora                 | Total | Era aberta | Duro | Saibro | Grama | Anos                                           |
| ------------------------ | ----- | ---------- | ---- | ------ | ----- | ---------------------------------------------- |
| Molla Bjurstedt Mallory  | 8     | 0          | 0    | 0      | 8     | 1915, 1916, 1917, 1918, 1920, 1921, 1922, 1926 |
| Helen Wills              | 7     | 0          | 0    | 0      | 7     | 1923, 1924, 1925, 1927, 1928, 1929, 1931       |
| Chris Evert              | 6     | 6          | 3    | 3      | 0     | 1975, 1976, 1977, 1978, 1980, 1982             |
| Serena Williams          | 6     | 6          | 6    | 0      | 0     | 1999, 2002, 2008, 2012, 2013, 2014             |
| Margaret Court           | 5     | 3          | 0    | 0      | 5     | 1962, 1965, 1969, 1970, 1973                   |
| Steffi Graf              | 5     | 5          | 5    | 0      | 0     | 1988, 1989, 1993, 1995, 1996                   |
| Elisabeth Moore          | 4     | 0          | 0    | 0      | 4     | 1896, 1901, 1903, 1905                         |
| Hazel Hotchkiss Wightman | 4     | 0          | 0    | 0      | 4     | 1909, 1910, 1911, 1919                         |
| Helen Jacobs             | 4     | 0          | 0    | 0      | 4     | 1932, 1933, 1934, 1935                         |
| Alice Marble             | 4     | 0          | 0    | 0      | 4     | 1936, 1938, 1939, 1940                         |
| Pauline Betz Addie       | 4     | 0          | 0    | 0      | 4     | 1942, 1943, 1944, 1946                         |
| Maria Esther Bueno       | 4     | 0          | 0    | 0      | 4     | 1959, 1963, 1964, 1966                         |
| Billie Jean King         | 4     | 3          | 0    | 0      | 4     | 1967, 1971, 1972, 1974                         |
| Martina Navratilova      | 4     | 4          | 4    | 0      | 0     | 1983, 1984, 1986, 1987                         |
| Juliette Atkinson        | 3     | 0          | 0    | 0      | 3     | 1895, 1897, 1898                               |
| Mary Browne              | 3     | 0          | 0    | 0      | 3     | 1912, 1913, 1914                               |
| Margaret Osborne duPont  | 3     | 0          | 0    | 0      | 3     | 1948, 1949, 1950                               |
| Maureen Connolly Brinker | 3     | 0          | 0    | 0      | 3     | 1951, 1952, 1953                               |
| Kim Clijsters            | 3     | 3          | 3    | 0      | 0     | 2005, 2009, 2010                               |
| Bertha Townsend          | 2     | 0          | 0    | 0      | 2     | 1888, 1889                                     |
| Mabel Cahill             | 2     | 0          | 0    | 0      | 2     | 1891, 1892                                     |
| Marion Jones             | 2     | 0          | 0    | 0      | 2     | 1899, 1902                                     |
| Sarah Palfrey Cooke      | 2     | 0          | 0    | 0      | 2     | 1941, 1945                                     |
| Doris Hart               | 2     | 0          | 0    | 0      | 2     | 1954, 1955                                     |
| Althea Gibson            | 2     | 0          | 0    | 0      | 2     | 1957, 1958                                     |
| Darlene Hard             | 2     | 0          | 0    | 0      | 2     | 1960, 1961                                     |
| Tracy Austin             | 2     | 2          | 2    | 0      | 0     | 1979, 1981                                     |
| Monica Seles             | 2     | 2          | 2    | 0      | 0     | 1991, 1992                                     |
| Venus Williams           | 2     | 2          | 2    | 0      | 0     | 2000, 2001                                     |
| Justine Henin            | 2     | 2          | 2    | 0      | 0     | 2003, 2007                                     |
| Naomi Osaka              | 2     | 2          | 2    | 0      | 0     | 2019, 2020                                     |
| Aline Terry              | 1     | 0          | 0    | 0      | 1     | 1893                                           |
| Helen Hellwig            | 1     | 0          | 0    | 0      | 1     | 1894                                           |
| Myrtle McAteer           | 1     | 0          | 0    | 0      | 1     | 1900                                           |
| May Sutton Bundy         | 1     | 0          | 0    | 0      | 1     | 1904                                           |
| Helen Homans             | 1     | 0          | 0    | 0      | 1     | 1906                                           |
| Evelyn Sears             | 1     | 0          | 0    | 0      | 1     | 1907                                           |
| Maud Barger-Wallach      | 1     | 0          | 0    | 0      | 1     | 1908                                           |
| Betty Nuthall Shoemaker  | 1     | 0          | 0    | 0      | 1     | 1930                                           |
| Anita Lizana             | 1     | 0          | 0    | 0      | 1     | 1937                                           |
| Louise Brough Clapp      | 1     | 0          | 0    | 0      | 1     | 1947                                           |
| Shirley Fry Irvin        | 1     | 0          | 0    | 0      | 1     | 1956                                           |
| Virginia Wade            | 1     | 1          | 0    | 0      | 1     | 1968                                           |
| Hana Mandlíková          | 1     | 1          | 1    | 0      | 0     | 1985                                           |
| Gabriela Sabatini        | 1     | 1          | 1    | 0      | 0     | 1990                                           |
| Arantxa Sánchez Vicario  | 1     | 1          | 1    | 0      | 0     | 1994                                           |
| Martina Hingis           | 1     | 1          | 1    | 0      | 0     | 1997                                           |
| Lindsay Davenport        | 1     | 1          | 1    | 0      | 0     | 1998                                           |
| Svetlana Kuznetsova      | 1     | 1          | 1    | 0      | 0     | 2004                                           |
| Maria Sharapova          | 1     | 1          | 1    | 0      | 0     | 2006                                           |
| Samantha Stosur          | 1     | 1          | 1    | 0      | 0     | 2011                                           |
| Flavia Pennetta          | 1     | 1          | 1    | 0      | 0     | 2015                                           |
| Angelique Kerber         | 1     | 1          | 1    | 0      | 0     | 2016                                           |
| Sloane Stephens          | 1     | 1          | 1    | 0      | 0     | 2017                                           |
| Bianca Andreescu         | 1     | 1          | 1    | 0      | 0     | 2019                                           |
| Emma Raducanu            | 1     | 1          | 1    | 0      | 0     | 2021                                           |
| Iga Świątek              | 1     | 1          | 1    | 0      | 0     | 2022                                           |
| Coco Gauff               | 1     | 1          | 1    | 0      | 0     | 2023                                           |
| Aryna Sabalenka          | 1     | 1          | 1    | 0      | 0     | 2024                                           |

### Campeãs por país
|  | Recorde      |
|  | País Extinto |

| País           | Total | Era aberta | Duro | Saibro | Grama |
| -------------- | ----- | ---------- | ---- | ------ | ----- |
| Estados Unidos | 93    | 26         | 20   | 3      | 70    |
| Alemanha       | 6     | 6          | 6    | 0      | 0     |
| Austrália      | 6     | 4          | 1    | 0      | 5     |
| Bélgica        | 5     | 5          | 5    | 0      | 0     |
| Grã-Bretanha   | 5     | 2          | 1    | 0      | 4     |
| Brasil         | 4     | 0          | 0    | 0      | 4     |
| Noruega        | 4     | 0          | 0    | 0      | 4     |
| Japão          | 2     | 2          | 2    | 0      | 0     |
| Rússia         | 2     | 2          | 2    | 0      | 0     |
| Iugoslávia     | 2     | 2          | 2    | 0      | 0     |
| Argentina      | 1     | 1          | 1    | 0      | 0     |
| Canadá         | 1     | 1          | 1    | 0      | 0     |
| Espanha        | 1     | 1          | 1    | 0      | 0     |
| Itália         | 1     | 1          | 1    | 0      | 0     |
| Polónia        | 1     | 1          | 1    | 0      | 0     |
| Suíça          | 1     | 1          | 1    | 0      | 0     |
| Checoslováquia | 1     | 1          | 1    | 0      | 0     |
| Chile          | 1     | 0          | 0    | 0      | 1     |